# Edelgard Jucknies
Edelgard Jucknies (genannt Gardy Jucknies) (* 15. Juni 1940 in Königsberg, Ostpreußen; † 25. Dezember 2002 in Saarbrücken) war eine deutsche Fernsehansagerin.

## Leben
Gardy Jucknies begann zuerst beim ZDF in Mainz und wechselte dann zum Saarländischen Rundfunk. Dort übernahm sie in erster Linie die Ansage der Mittagssendung aus dem Montandreieck.  Vorher war sie zunächst als Mannequin und Fotomodell tätig gewesen. In Mainz wurde sie beim ZDF zur Fernsehsprecherin ausgebildet. Ihre erste Bewerbung nach der Ausbildung ging an den Saarländischen Rundfunk, wo sie danach eineinhalb Jahre tätig war. Die Texte ihrer Ansagen verfasste sie selbst. Gardy Jucknies war die Erste, die die Gilbert-Becaud-Show aus den Studios in Saarbrücken ansagte. Beim Abschied von Frau Jucknies gingen der Sender und die Zuschauer von einer kurzen Pause aus, doch sie kehrte nicht zum Fernsehen zurück.